# Liste von Wenderomanen
Dies ist eine Liste von Wenderomanen oder Nachwenderomanen, d. h. von Romanen über die Wende und die friedliche Revolution in der DDR, den Mauerfall und die deutsche Wiedervereinigung sowie die Nachwendezeit in Ostdeutschland.

## Auswahl von Werken
- Kathrin Aehnlich: Alle sterben, auch die Löffelstöre, 2007
- Katrin Askan: Aus dem Schneider, 2000
- Hendrik Bolz: Nullerjahre, 2022
- Volker Braun: Der Wendehals, 1995
- Thomas Brussig: Helden wie wir, 1995; Wie es leuchtet, 2004
- Brigitte Burmeister: Unter dem Namen Norma, 1994
- Friedrich Christian Delius: Die Birnen von Ribbeck, 1991
- Günter Grass: Ein weites Feld, 1995
- Jan Groh: Colón, 2001
- Thomas Hettche: Nox, 1995
- Stefan Heym: Auf Sand gebaut, 1990
- Kits Hilaire: Berlin Letzte Vorstellung, Abschied von Kreuzberg, 1991
- Martin Jankowski: Rabet oder Das Verschwinden einer Himmelsrichtung, 1999
- Reinhard Jirgl: Abschied von den Feinden, 1995
- Jana Jürß: Peters Laube, 2010
- Yadé Kara: Selam Berlin, 2003
- Arne Kohlweyer: Ostkind, 2022
- Maxim Leo: Der Held vom Bahnhof Friedrichstraße, 2022
- Erich Loest:  Nikolaikirche, 1995
- Monika Maron: Stille Zeile Sechs, 1991; Animal Triste, 1996
- Clemens Meyer: Als wir träumten, 2006
- Nicki Pawlow: Die Frau in der Streichholzschachtel, 2007
- Richard David Precht: Die Kosmonauten, 2003
- Sven Regener: Herr Lehmann, 2001
- Peter Richter: 89/90, 2015
- Ingo Schulze: Neue Leben, 2005;  Adam und Evelyn, 2008
- Lutz Seiler: Kruso, 2015; Stern 111, 2020
- Jens Sparschuh: Der Zimmerspringbrunnen, 1995
- Lea Streisand: Hufeland, Ecke Bötzow, 2019
- Uwe Tellkamp: Der Turm, 2008, Der Schlaf in den Uhren, 2022
- Ruth-Maria Thomas: Die schönste Version, 2024
- Uwe Timm: Johannisnacht (Nachwenderoman), 1996
- Bernd Wagner: Paradies, 1997
- Ulrich Woelk: Rückspiel, 1993